# Трифон Ошавков
Трифон (Трифун, Тръпко) Ошавков е български просветен деец и революционер, деец на Вътрешната македоно-одринска революционна организация.

## Биография
Ошавков е роден в големия българо-албански македонски град Дебър и принадлежи към големия български род Ошавкови. Работи като учител в родния си град. В 1896 година влиза в конфликт с другия учител дебранин Филип Чочков, който главният учител Яким Деребанов не успява да разреши, и Българската екзархия изпраща в града като инспектор Тома Николов. Николов, който същевременно е член на ВМОРО, разкрива на двамата наличието на революционната организация и ги заклева. Двамата с Чочков оглавяват комитета на ВМОРО в Дебър.